# غضبان البنية
غضبان البنية أمير إمارة قبيلة الفضول بني لام الطائية ومن رجال العراق و من مقاومي الاحتلال البريطاني

## سيرته
تولى الشيخ غضبان شؤون الحكم في بني لام في العراق بعد وفاة أبيه، وهو يافع لم يبلغ الحلم، ولكنه استطاع أن ينشر سلطانه على جميع قبائل تلك المنطقة .كانت الغلبة في أكثرها إلى جانبه ومن أهم حلفاء بني لام في زمن مشيخه غضبان البنية هم بني كعب وكنانة كانت هذه القبيلتين القبضة الحديدة لغضبان البنية
وفي عام 1320هـ ـ 1902م، عين رشيد باشا السليمان، متصرفا للواء العمارة، فأخذ هذا المتصرف يحرك ويثير قبائل تلك المنطقة، ضد الشيخ غضبان، ويزودها بالأسلحة، ويشرك أحياناً قواته النظامية معها بالقتال، ضد الشيخ غضبان، حتى إضطره أخيراً إلى ترك منطقة العمارة، والجلاء إلى أطراف الحويزة . وفي الحويزة، أخذ الشيخ غضبان يوطد علاقاته بالقبائل العربية التي في عربستان، التابعة للشيخ خزعل . فكان يغدق عليها الأموال بكثرة، ويتزوج من بنات رؤسائها، فإرتبط معها بروابط الحلف والصداقة والمصاهرة . وبهذه الطرق قوى جانبه، فصار يقوم بغزوات متواصلة على العمارة وقبائلها، ويستولي على ما تقع يده عليه من أموالها ومواشيها.
وبعد أن نقل رشيد باشا عاد إلى العمارة . وفي عام 1329هـ ـ 1911م، جرت له معارك مع أقاربه، كان النصر في أكثرها إلى جانب خصومه . فتألبت عليه القبائل، وناصرتها الدولة العثمانية مرة ثانية . عند ذلك تحقق للشيخ غضبان أن بقاءه في تلك الديار أصبح من المتعذر، فإرتحل بمن معه وقصد الحويزة مرة ثانية، فلتفت حوله بعض قبائلها، وصاروا يعبثون بالأمن . عند اذن إطر الشيخ خزعل إلى مقاومته بالسلاح، فدارت بينهم معارك وحشية، من أشهرها معركة ( جحيف ) في شهر رجب عام 1331هـ حزيران 1913م، إنتصرت بها قوات الشيخ خزعل انتصارا مبيناً.
وبالرغم من ذلك النصر فقد مد الشيخ خزعل إلى الشيخ غضبان يد المصافحة والصداقة، وسعى لإزالة الأحقاد فتم الصلح وساد بينهما السلام .
ولما قامت الحرب العالمية الأولى، وخاضت الدولة العثمانية غمارها رأت تلك الدولة أن الشيخ غضبان من أعظم رؤساء قبائل العراق الجنوبية قدراً، وأكثرها نفوذاً وقوة، فطلبت إليه العودة إلى لواء العمارة، فعاد في شهر صفر 1332هـ ـ كانون ثاني 1914م، فأسندة إليه قيادة قبائل العمارة، ودعته إلى الاشتراك في الحملة التي وجهتها إلى منطقة الحويزة والأهواز، التي كانت تحت قيادة توفيق بيك، ومحمد فاضل الداغستاني لطرد القوات البريطانية المرابطة في الأهواز، فقاد الشيخ غضبان قبائله، واتخذ ( غدير الدعي الكائن في منطقة الأهواز ) مقراً لقواته . وفي عام 1333هـ ـ 1915م دارت معركة عنيفة، بين القوات العثمانية ومن اشترك معها من قبائل الشيخ غضبان وقبائل بني طرف، وبين القوات البريطانية، في محل يدعى ( المنجور ) أسفرت عن اندحار القوات العثمانية ومن ناصرها.
ثم وردت الأخبار بأن القوات البريطانية تقدمت من البصرة قاصدة الناصرية، والعمارة، وإنسحبت القوات العثمانية من جبهة الحويزة، ومعها قبائل الشيخ غضبان لغرض ايقاف الزحف البريطاني وصده عن الناصرية والعمارة . ولكن القوات العثمانية لم تستطع ان تعمل شيئا، عند اذن فضل الشيخ غضبان أن يغمد سيفه، وينتظر سير الحوادث، فأشاد له حصناً في صدر نهر الطناز، ( شمال مركز ناحية كميت ) ، وسكن .
ولما تم للحكومة البريطانية احتلال العمارة وإستتب لها الأمر أوفد قائد الحملة البريطانية معاونه الخاص من العمارة بزورق بخاري، ليفاوض الشيخ غضبان ويدعوه للركون والهدوء ريثما ينجلي الموقف ويتم للحكومة البريطانية فتح العراق ويقدم له ولده عبد الكريم ليكون رهينة لديه، فطلب الشيخ غضبان من المعاون المذكور أن يمهله لية واحدة حتى يرى رأيه ويتداول في الأمر مع قبائله . فوافق معاون القائد البريطاني على ذلك .
ولما أمسى المساء، إرتحل الشيخ غضبان مع قسم كبير من قبائله من لواء العمارة متوجها إلى جهة السماوة للالتحاق بالجيش العثماني المنسحب.
وصار يساند الجيوش العثمانية، حتى تجاوزت هزيمتها مدينة الكوت . عند إذن يئس الشيخ غضبان فرجع إلى لواء العمارة، وصار يعبث بالأمن ويشن الغارات على القبائل المعادية له . ويمنع الجيوش البريانية من شراء ما تحتاجه من الأغنام والماشية للتموين . ففاوضه المستر فلبي بالحسنى، فانصاع لقبول رأي المستر فلبي، وسمح بشراء المواشي للجيش البريطاني .
ولكنه لم يوقف غاراته على القبائل المسالمة . فقررت الحكومة البريطانية إبعاده من العراق، نكاية به، فتشفع الشيخ خزعل في أمره، وعداه إلى القدوم للمحمرة، وأسكنه في قصر يحاذي قصره الخاص، ليبعده عن قبائله، حتى تهدأ الأحوال وتستقر الأمور وينجلي الموقف وذلك في بداية عام 1336هـ ـ 1917م وتولى رآسة بني لام إبنه الأكبر عبد الكريم.
وفي أواخر عام عام 1338هـ ـ أيلول 1920م بلغ الحكومة البريطانية أن هناك مؤامرة تحاك بين الشيخ غضبان وولده عبد الكريم، للقيام بثورة ضدهم . فعزمت على إبعاد الشيخ غضبان إلى جزيرة هنجام فأراد الشيخ خزعل أن يتدارك الأمر فطلب من نائب الحاكم الملكي العام بالبصرة، أن يرسل الشيخ غضبان إلى الكويت ريثما يتم له مخابرة الجهات العليا البريطانية في شأنه، فوافق نائب الحاكم على طلبه.

## نفيه إلى الكويت
وفي خمسة ذي الحجة 1338هـ ـ 19 آب 1920م أقلت الباخرة ( مشرف ) الشيخ غضبان إلى الكويت فأبرق الحاكم الملكي العام في بغداد برقية إلى المعتمد السياسي البريطاني في الكويت، ليخبر الشيخ سالم بقدوم الشيخ غضبان إلى الكويت، فكتب المعتمد المذكور كتابا إلى الشيخ سالم، تحت رقم 82 بتاريخ 6 ذي الحجة 20 آب يعلمه بذلك، فأجابه الشيخ سالم بالكتاب الآتي :
" من سالم مبارك الصباح حاكم الكويت
إلى حضرة حميد الشيم الأجل الأفخم المحب العزيز ميجر جي . سي . مور بولتكل أجنت الدولة البهية القيصرية الإنكليزية بالكويت دام محروساً بعد السلام والسؤال عن خاطركم دمتم بخير وسرور بعده يد الوداد أخذت كتابكم المؤرخ في 6 ذي الحجة 1338هـ نمرة 82 وفهمه مضمون التلغراف الوارد لجنابكم من سعادة الحاكم العام في بغداد المنبيء عن مجيء شيخ غضبان للكويت في مركب مشرف . هذا مالزم ودمتم محروسين .
في سبعة ذي الحجة 1338.
وصل الشيخ غضبان الكويت في صباح 9 ذي الحجة 1338هـ ـ 23 آب 1920م ومكث فيها ينتظر ما يقرره الحاكم الملكي العام البريطاني في بغداد .
وكان الشيخ خزعل قد أبرق برقية إلى الحاكم العام في بغداد، يطلب منه ابقاء الشيخ غضبان في الكويت ولكن الحاكم لم يجب طلبه . ثم ابرق الحاكم الملكي العام برقية إلى المعتمد السياسي البريطاني في الكويت يعلمه بضرورة تسفير الشيخ غضبان عن الكويت، ويطلب أيضا التشديد في مراقبته أثناء مدة مكوثه فيها، لحين ورود الباخرة التي ستقله إلى منفاه .
فكتب المعتمد كتابا إلى الشيخ سالم يتضمن هذا المعنى، تحت رقم 717 وتاريخ 9 محرم 1339هـ ـ 22 أيلول 1920م فأجابه الشيخ سالم مطيعا لما أمر بكتاب هذا نصه :
" من سالم مبارك الصباح حاكم الكويت إلى حضرة حميد الشيم الأجل الأفخم المحب العزيز ميجر جي . سي . مور بولتكل أجنت الدولة البهية القيصرية الإنكليزية بالكويت دام محروسا بعد السلام والسؤال عن خاطركم دمتم بخير وسرور يد الوداد أخذة كتابكم المؤرخ 9 محرم 1339هـ نمرة 717 وبه ذكرتم أنه ورد لجنابكم تلغراف من الحاكم الملكي العام يذكر بأنه على الشيخ غضبان أن يسافر إلى الهند في أول مركب وإنكم الآن تعملون التدبير لأجل سفرة وأن الحاكم الملكي يطلب المسؤولية منا عن خروجه من الكويت من دون رخصة ويشير علينا أن نضع المراقبة عليه خفيةً ـ فؤجاوب سعادتكم أنه من حين وصول المذكور إلى الكويت واضعين عليه المراقبة بصورة خفية كما أشرتم لنا سابقاً بناءً عليع الآن إذ تلقون مسؤوليةً علينا يلزم نعامله غير هذه المعاملة فأرجوكم الإفادة هذا مالزم ودمتم محروسين . في 10 محرم 1339هـ.

## مع عبد الرحمن النقيب الكيلاني
ثم أبعد الشيخ غضبان من الكويت منفياً إلى جزيرة هينجام، ومكث في منفاه إلى أن قام الحكم الوطني في العراق . عند إذن طلب الشيخ خزعل من الشيخ صالح باش أعيان ( الذي كان متصرفا للواء العمارة ) أن يحرض قبائل العمارة على تقديم عريضة بواسطته ( أي بواسطة الشيخ صالح ) ، إلى الحكومة الوطنية القائمة حديثاً، يطلبون فيها السماح إلى الشيخ غضبان بالعودة إلى وطنه . فكتبت تلك العريض، وقدمت إلى رئيس الوزراء السيد عبد الرحمن النقيب، بواسطة الشيخ صالح . فكتب السيد عبد الرحمن إلى السير برسي كوكس، كتابا يطلب فيه إعادة الشيخ غضبان من منفاه .
فأجيب طلبه وسمح للشيخ غضبان بالعودى إلى العراق وكانت تربط الشيخ غضبان علاقة صداقة سابقة بالنقيب. ثم إنتخب عضوا في المجلس التأسيسي العراقي الأول . ثم اقتطعت له الحكومة العراقية قسما من الأراضي الواقعة في ناحية كميت . فأسكن فيها عائلته، وإستقر هو في بغداد إلى أن توفي، وإنتهت صحيفته السياسية وبموته قوضت مشيخة بني لام في تلك الربوع	.